# Анна София фон Бранденбург
Анна София фон Бранденбург (на немски: Anna Sophia von Brandenburg; * 18 март [[1598], Берлин; † 19 декември 1659, Берлин) от фамилията Хоенцолерн, е принцеса от Бранденбург и чрез женитба херцогиня на Брауншвайг и Люнебург и княгиня на Брауншвайг-Волфенбютел.

## Живот
Тя е най-възрастната дъщеря на курфюрст Йохан Зигизмунд фон Бранденбург (1572 – 1620) и Анна от Прусия (1576 – 1625), най-възрастната дъщеря на херцог Албрехт Фридрих от Прусия и Мария Елеонора от Юлих-Клеве-Берг. Сестра е на курфюрст Георг Вилхелм.
Анна София първо е предвидена да се омъжи за херцог Волфганг Вилхелм фон Пфалц-Нойбург, но планът се проваля. На 4 септември 1614 г. във Волфенбютел тя се омъжва за херцог Фридрих Улрих фон Брауншвайг-Волфенбютел (1591 – 1634) от род Велфи. Сватбената музика пише Михаел Преториус. Бракът е нещастен и остава бездетен.
Анна София има любовна връзка с херцог Франц Албрехт фон Саксония-Лауенбург, който служи при Тили. Когато намират нейните писма при него, тя бяга в двора на брат си Георг Вилхелм. Тя пише на император Фердинанд II, че съпругът ѝ не я обича. Фридрих Улрих конфискува нейната зестра и я задрасква от църковните молитви. Тя отказва развод. Фридрих Улрих умира на 43 години на 11 август 1634 в Брауншвайг. Анна София живее след това в нейния вдовишки дворец Шьонинген. Там тя подарява и подрепя градското училище на пазара, което в нейна чест се нарича Anna-Sophianeum.
Анна София е погребана в гробницата на Хоенцолерните в Берлинската катедрала.